# Niños Inmigrantes
Niños Inmigrantes, es un programa de televisión transmitido por TVN y emitido cada domingo a las 17:55 horas en "La Cultura Entretenida", quien además cuenta con fondos del CNTV. El programa contará la historia de menores extranjeros que viven en Chile.

## Descripción
Es un programa que recopila, escucha y presenta las voces de niñas y niños hijos de inmigrantes que viven en Chile. Con el objetivo de buscar la mayor diversidad cultural, sin importar la raza, la etnia, la nacionalidad o el credo, esta iniciativa pretende establecer un canal de diálogo entre estos niños extranjeros y la sociedad chilena con la que conviven. Nos interesa conocer sus historias de vida, sus tradiciones, sus culturas, sus alegrías, sus temores, sus proyectos, en fin... conocer un poco más de la vida de estos pequeños migrantes. Asimismo, este programa busca hacer de Chile un país más amable, tolerante e intercultural.

## Episodios
Temporada 1:
| Capítulo | Título          | Emisión                  |
| --- | --------------- | ------------------------ |
| 1 | «Gaudí Coimbra» | 14 de septiembre de 2014 |
| Llegó desde Bolivia junto a su familia y a sus 13 años intenta rehacer su vida en un nuevo país. En Chile Gaudí espera encontrar la oportunidad de estudiar y salir adelante. Pese a sus ganas, le resulta difícil acostumbrarse en esta tierra extranjera. |                 |                          |
| 2 | «Zhihong»       | 21 de septiembre de 2014 |
| Desde los 7 años y medio que se vino a Chile a enfrentar una realidad totalmente diferente, y desde pequeña ha tenido que encargarse de ayudar a sus padres en su restaurant de comida china, en medio de sus recuerdos, el colegio y una identidad milenaria, Zhihong intentará abrirse paso en este país que se le presenta tan ajeno. |                 |                          |
| 3 | «Arivé»         | 28 de septiembre de 2014 |
| Arivé se irá abriendo camino en esta nueva realidad, esa que a veces no parece tan distinta a la que dejó y otras no resulta ser suficiente para albergar sus sueños. Para ella Chile, es solo un lugar de paso. |                 |                          |
| 4 | «Marilú»        | 5 de octubre de 2014     |
| Su pasión es la cocina y le encanta el patrimonio cultural de Chile, ella es dueña de una gran personalidad y lo deja en claro en todas las actividades que realiza en su día a día. Desde Italia, Marilú nos enseñará que lo más importante es compartir y ser feliz donde uno esté. |                 |                          |
| 5 | «Carl»          | 12 de octubre de 2014    |
| Carl es descendiente de africanos por el lado materno pero no conoce a su abuelo porque desapareció de la vida de su madre hace muchos años. Permanentemente se lo imagina en sueños y lo vemos buscando partes de una identidad que no conoce pero lo atrae profundamente. Su padre es alemáon y está en Chile por su labor científica en la región de Valparaíso. |                 |                          |
| 6 | «José Pedro»    | 19 de octubre de 2014    |
| José Pedro es de Portugal, tiene 13 años y vive en Lo Barnechea desde hace un año. Es Scout y tiene la convicción de que este mundo puede ser mucho mejor y él trabajará para darlo todo y cambiar todo lo malo que en él hay. |                 |                          |
| 7 | «Krest-Anne»    | 26 de octubre de 2014    |
| Le gusta mucho la música y sueña con ser una cantante profesional, Krest-Anne llegó al país solamente acompañada de su hermana menor, buscando reencontrarse con su madre a quien apenas recordaba. Se ha visto enfrentada a la soledad en el país, pero paso a paso va encontrando su lugar de comodidad y tranquilidad en su tierra adoptiva. |                 |                          |
| 8 | «Héctor»        | 2 de noviembre de 2014   |
| Es un niño soñador y le gusta la aventura, sueña con acampar en el cerro que se ubica detrás de su casa y le gusta dibujar autos. Gracias a su curiosidad podrá salir de su cómoda burbuja y salir en busca de más aventuras que liberen su imaginación. |                 |                          |
| 9 | «Danae»         | 2 de noviembre de 2014   |
| Danae tiene 11 años y vive en Conchalí hace 2 años. Ella y su madre se separaron por 5 años antes de que se reunieran en nuestro país. Lo que Danae desconocía era la revelación que el viaje traería consigo: Su madre había comenzado otra familia con una nueva pareja, fruto de la cual había tenido otro hijo. |                 |                          |
| 10 | «Akshata»       | 9 de noviembre de 2014   |
| Para Akshata el contraste entre su cultura y Chile es abismal. Siendo hija del sacerdote hindú del único templo de Santiago, que está en su propia casa, le ha sido muy difícil comprender los códigos valóricos de nuestra sociedad. Desde su mirada infantil pero profundamente crítica, Akshata nos hará recordar que buena parte de la felicidad propia está en la felicidad de quienes nos rodean. |                 |                          |
| 11 | «Juan José»     | 9 de noviembre de 2014   |
| Juan José se siente muy orgulloso de ser colombiano, baila su folklore, extraña su comida y lleva una pulsera de su país día y noche. A pesar de considerar que los chilenos son poco amables y muy fríos, Juan José se ha hecho de buenos amigos aquí, por lo que siente que hoy, vaya al país que vaya, siempre estará abandonando a su gente querida. Aun así Juan José no duda en luchar por lograr su sueño: Llegar a EE. UU., ser un gran arquitecto y construir una casa para él y toda su familia...en Colombia. |                 |                          |
| 12 | «Tanie»         | 16 de noviembre de 2014  |
| Tanie y sus padres viven en un cité en Estación Central que comparten con varias familias de inmigrantes de distintos orígenes. Al tiempo que Tanie y sus amigos representan, desde el juego, las distintas nociones de hogar que cada uno tiene, la niña se esfuerza por juntar pequeñas sumas de dinero que guarda en una alcancía a fin de comprar, algún día, un pasaje para traer a sus hermanos a Chile. |                 |                          |

Temporada 2:
| Capítulo | Título                         | Emisión                 |
| --- | ------------------------------ | ----------------------- |
| 1 | «Faina, Haití»                 | 18 de noviembre de 2018 |
| Faina (10) viene de Puerto Príncipe, Haití. Llegó a Chile hace 8 meses junto a su familia en busca de un futuro mejor. Su padre, intenta convalidar su título de arquitecto para conseguir trabajo, sin embargo, los trámites son engorrosos. El cambio de realidad ha sido duro. Viene de un lugar donde tenía más comodidades y ahora viven en un lugar precario y deben realizar labores menores para subsistir.                                             |                                |                         |
| 2 | «Sumag, Ecuador»               | 18 de noviembre de 2018 |
| Sumag (12) nació en Ecuador. Cuando tenía 3 años se fue de su país para no volver. Fue un largo viaje en bus, desde Ecuador hasta Puerto Montt, y luego una barcaza hasta llegar a Coyhaique. Lo que más le ha costado es el cambio de clima, del calor ecuatoriano pasaron al frío del sur de Chile. Aquí, ayuda a sus padres a vender artesanías ecuatorianas en la feria. Lo que más le gustaría es acompañar a su padre en los viajes que hace para vender. |                                |                         |
| 3 | «Muna, Palestina»              | 25 de noviembre de 2018 |
| Muna (10) nació en Palestina. Se vino a Chile cuando tenía 3 años, a causa de la guerra que azotaba a Irak. El viaje duró dos días. Partió desde Irak, luego pasó por Siria y finalmente llegó a Chile. Muna debe lidiar con sus estrictas costumbres frente a la cultura chilena. Muna se propone recaudar dinero para traer a sus abuelos a Chile, ya que viven en Jordania, y no los ve hace mucho tiempo.                                                   |                                |                         |
| 4 | «Johnnier, Colombia»           | 25 de noviembre de 2018 |
| Johnnier (11) es de Cali, Colombia. Llegó junto a su madre a Antofagasta hace 8 años en busca de mejores oportunidades. Lo que más le gustó fue que por fin pudo conocer el mar. Lo que menos le gustó fue el seco y árido desierto. En Calí hay más vegetación, y eso es lo que más extraña: lo verde y la humedad de su país. Acá, vive en un campamento. Su mayor deseo es irse al sur de Chile, pero no quiere dejar a su mejor amiga, Marjorie (16).       |                                |                         |
| 5 | «Megan, Guyana Francesa»       | 2 de diciembre de 2018  |
| Megan (8) nació en la Guyana Francesa. Llegó hace dos años a Chile y vive en Talcahuano. Le gusta el patinaje, es una niña solitaria, diferente y le gusta jugar a la pelota. La distancia que se está estableciendo con su hermana mayor la pone triste, ya que están empezando a tener distintos intereses. |                                |                         |
| 6 | «Thiallyson, Brasil»           | 2 de diciembre de 2018  |
| Thiallyson (12) nació en Brasil y llegó a Chile cuando tenía 10 años. Extraña mucho a su hermano mayor Thiago, quien se volvió a Brasil ya que no pudo acostumbrarse a Chile. Recuerda a su padre que casi no alcanzó a conocer. Thiallyson es apasionado por el fútbol, y está convencido de que puede ser un buen futbolista, y se esfuerza día a día, cruzando Santiago para entrenar.                                                                       |                                |                         |
| 7 | «Adrián, Venezuela»            | 9 de diciembre de 2018  |
| Adrián (8) es de Venezuela. Sus padres son ingenieros informáticos por lo que a él le interesan mucho los experimentos, coleccionar monitos de acción y hacer muñecos de plastilina. Adrián teme olvidarse de sus raíces y perder sus recuerdos. A través de su canal de YouTube busca a otros que estén pasando por lo mismo. |                                |                         |
| 8 | «Harold, República Dominicana» | 9 de diciembre de 2018  |
| Harold (13) es de Santo Domingo, República Dominicana. Su madre llegó en 2010 a nuestro país y trajo al resto de su familia en 2014. Sus padres se separaron y su papá vive en Panamá. No lo ve hace 3 años. Harold es un niño alegre y entrena básquetbol en su colegio, pero es desordenado y eso le trae problemas. Su mayor deseo es poder juntar a su familia nuevamente.                                                                                  |                                |                         |
| 9 | «Areli, Bolivia»               | 16 de diciembre de 2018 |
| Areli (12) nació en Cochabamba, Bolivia. Tiene mucho sueños, sin embargo su vida ha sido dura. Debido al trabajo de su madre, su hermana se hizo cargo de ella durante muchos años, pero esta se embarazó y su madre la trajo a Chile. Los libros son su compañía y le permiten que su imaginación no tenga fronteras. |                                |                         |
| 10 | «Emilio, Holanda»              | 16 de diciembre de 2018 |
| Emilio (8) nació en Holanda, y ahora vive en Concepción. Sin embargo, le confunde su nacionalidad. Su padre es mexicano, su madre chilena, él nació en Holanda y su hermano en Chile. Emilio está constantemente buscando su identidad, tiene una mezcla de sabores y recuerdos. A veces le gustaría inventar su propia bandera. |                                |                         |
| 11 | «Alisa, Rusia»                 | 23 de diciembre de 2018 |
| Alisa (11) es de Moscú, Rusia. Llegó a Chile cuando tenía 4 años. Su hobby es hacer equitación. Manu es su mejor amiga, ella la ayuda a aprender español. Le gustan los paisajes en Chile, pero no le gusta el smog de Santiago. Le gustaría poder reencontrarse con su padre a quien extraña. Su madre trabaja con lana y Alisa y Manu deciden vender productos para juntar dinero y viajar.                                                                   |                                |                         |
| 12 | «Fernando, Honduras»           | 23 de diciembre de 2018 |
| Fernando (9) nació en Tegucigalpa, Honduras. Lleva 5 años en Chile y nunca han vuelto a su país. Están en Chile por el trabajo de su papá. Lo que más le ha costado es acostumbrarse al frío. Le pone triste no poder compartir con su padre porque trabaja mucho. Siente que no tiene un arraigo real con su tierra ni con Chile. Es difícil dejar a su país para siempre, extraña mucho a sus bisabuelos. Su sueño es ser explorador y viajar por el mundo.   |                                |                         |

## Producción
| Jefa de Producción                  | Constanza Concha                                                               |
| Dirección de Arte                   | Valentina Newman                                                               |
| Dirección de Fotografía             | Martín Arechaga                                                                |
| Productor Ejecutivo Libelula Post   | Francisco Mena Molina                                                          |
| Coordinación de Post Producción     | Tanya Leiva Echague                                                            |
| Investigación                       | Cristóbal Cepeda Juan José Correa Cristian Pacheco                             |
| Investigación Práctica              | Matías Pérez Weber                                                             |
| Coordinación de Producción Práctica | Jenifer Torres                                                                 |
| Montaje                             | Rafael Labraña Gustavo Silva                                                   |
| Guión                               | Fernando Castillo Bernardita Olmedo                                            |
| Diseño y Post Producción de Sonido  | Cristóbal Espinoza Francisco Ortega                                            |
| Producción Musical                  | Libélula Post                                                                  |
| Corrección de Color                 | Guido Goñi                                                                     |
| Post Producción de Imagen           | Francisco Trujillo                                                             |
| Video Online                        | Guido Goñi Francisco Trujillo                                                  |
| Asistencia de Dirección             | Liliana Hermosilla Valencia                                                    |
| Asistencia de Producción Práctica   | Pía Sánchez Camila Ramírez                                                     |
| Sonido Directo                      | Luis Rosales                                                                   |
| Asistente de Arte Práctica          | Nathalia Vásquez Andrea Espinoza Daniela López Natalya Valdivia Gloria Carillo |
| Cámara                              | Liliana Hermosilla Valencia                                                    |
| Tramoyas                            | Adrián Castro Robert Castro Jean Castro Raúl Castro                            |
| Confección de Vestuario de Fantasía | Agrupación Raipillán                                                           |
| Maquillaje                          | Valeria Melero                                                                 |
| Jefe Eléctrico                      | Vicente Valck                                                                  |
| Eléctricos                          | Francisco Zaninetti Simón Torres                                               |
| Transporte                          | Miguel Castro Mauricio Mellado                                                 |
| Administración                      | Marcelo Lobos                                                                  |